# Oithona simplex
Oithona simplex är en kräftdjursart som beskrevs av Farran 1913. Oithona simplex ingår i släktet Oithona och familjen Oithonidae. Inga underarter finns listade i Catalogue of Life.